# السير حول العالم
يعد السير حول العالم (Walk the World) حدثًا سنويًا يهدف إلي زيادة الوعي بمشكلة جوع الأطفال وتمويل برامج الوجبات المدرسية لبرنامج الغذاء العالمي. إن السير حول العالم يعد جهدًا مشتركًا مبذولًا بين برنامج الغذاء العالمي التابع للأمم المتحدة وشركائه. إن العاملين الشركات الأجنبية يسيرون مع سفراء النوايا الحسنة، وبمجرد أضافة أموال الشركة الأجنبية إلي التبرعات التي يجمعها الموظفون في ذلك اليوم، يتم الحصول علي أكثر من ستين ألف يورو لصالح برنامج الغذاء العالمي.

## 20 يونيو 2004
استنادًا إلي النجاح الذي تم احرازه في آسيا، نظمت مؤسسة أجنبية حدث المشي العالمي مرة اخري، وأُطلق عليه اسم (السير حول العالم ومكافحة الجوع)، ودعت موظفي منظمة الغذاء العالمي وعائلتهم من أجل الانضمام إالي البرنامج.
- أكثر من 40 ألف مشترك.
- جمع الحدث مبلغ قدره 750 ألف يورو.
- تم أطعام 25 ألف من تلاميذ المدارس وتم تعليمهم هذا العام.

## 12 يونيو 2005
- شارك في الحدث أكثر 200 ألف شخصًا.
- تم جمع مبلغ من المال قدره مليون و200 ألف يورو.
- تم أطعام وتعليم 70 ألف طفلًا لمدة عام.

## 21 مايو 2006
- شارك في الحدث 760 ألف شخص.
- في 180 دولة.
- تم جمع مبلغ من المال قدره 780 ألف يورو.
- تم أطعام وتعليم واحد وثلاثون طفلًا لمدة عام.

## 13 مايو 2007
- شارك في الحدث أكثر من 550 ألف فردًا.
- قاموا بالسير في 93 دولة.
- تم جمع مبلغ من المال قدره 800 ألف يورو.
- تم أطعام وتعليم 25 ألف طفلًا لمدة عام.

## 1 يونيو 2008
- 250 ألف مشترك.
- السير في 280 منطقة في سبعين دولة.
- جمع أكثر من مليون يورو.
- تم أطعام وتعليم 20 ألف طفل لمدة عام.[2][3][4]

## 7 يونيو 2009
- مشاركة 360 ألف فردًا.
- السير في 210 منطقة داخل 68 دولة.
- جمع أكثر من مليون يورو.
- تم أطعام وتعليم 20 ألف طفل لمدة عام .[5]